# Christian IV của Đan Mạch
Christian IV (tiếng Đan Mạch: Christian den Fjerde; 12 tháng 4 năm 1577 - 28 tháng 2 năm 1648), đôi khi được gọi là Christian Firtal ở Đan Mạch và Christian Kvart hoặc Quart ở Na Uy, là vua Đan Mạch – Na Uy và Công tước Holstein và Schleswig từ năm 1588 đến năm 1648. Thời kỳ trị vì 59 năm của ông là triều đại dài nhất của các quốc vương Đan Mạch, và các chế độ quân chủ Scandinavia.
Là thành viên của nhà Oldenburg, Christian bắt đầu cai trị Đan Mạch vào năm 1596 ở tuổi 19. Ông thường được nhớ đến như một trong những vị vua Đan Mạch nổi tiếng, đầy tham vọng và tích cực nhất, đã khởi xướng nhiều cải cách và dự án. Christian IV thu được cho vương quốc của mình một mức độ ổn định và giàu có hầu như chưa từng có ở châu Âu. Ông tham gia Đan Mạch trong nhiều cuộc chiến tranh, đáng chú ý nhất là Chiến tranh Ba mươi năm (1618–48), đã tàn phá nhiều nước Đức, làm suy yếu nền kinh tế Đan Mạch, và khiến Đan Mạch phải mất một số vùng lãnh thổ của mình. Ông xây dựng lại và đổi tên thành thủ đô Na Uy Oslo như Christiania sau khi mình, một tên được sử dụng cho đến năm 1925.

## Tiểu sử

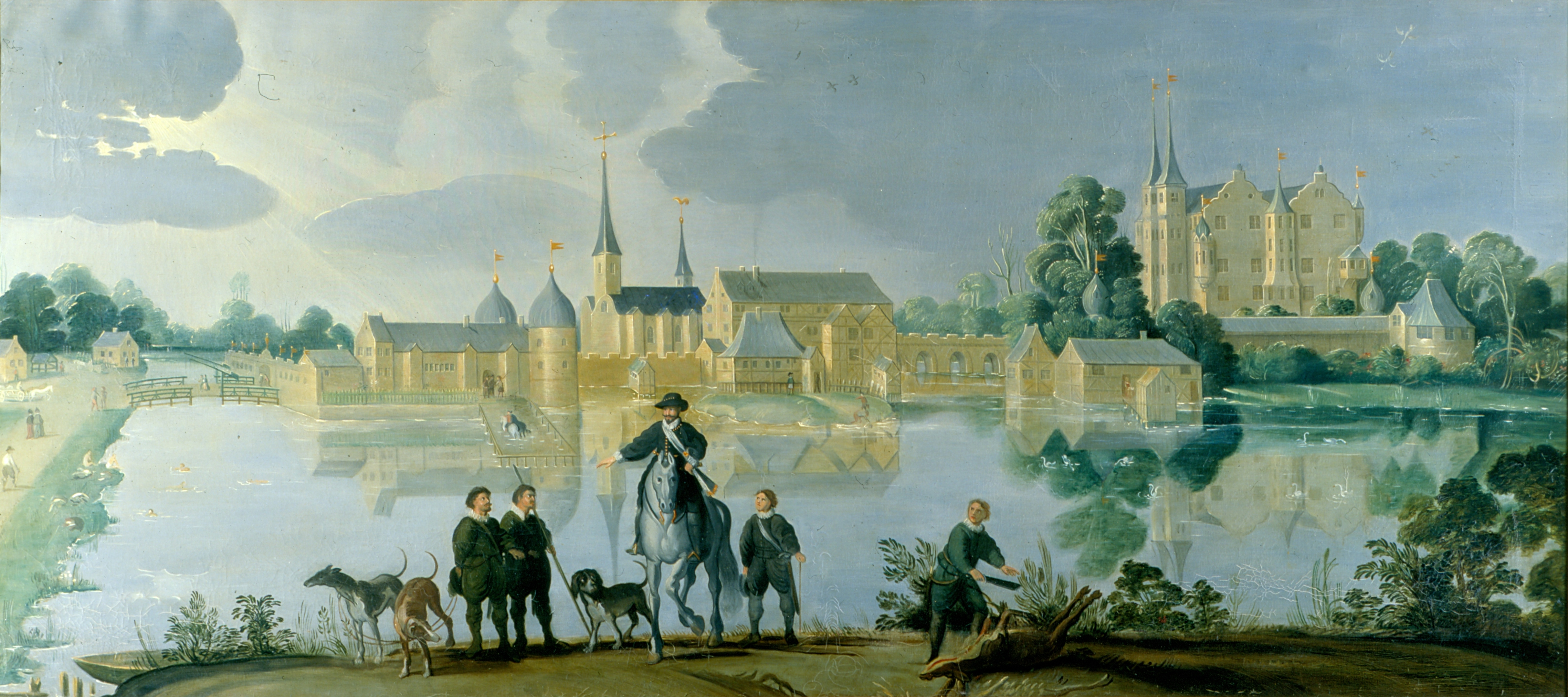
Lâu đài Frederiksborg, khoảng năm 1585.

Christian sinh ra tại Lâu đài Frederiksborg ở Đan Mạch vào ngày 12 tháng 4 năm 1577 với tư cách là đứa con thứ ba và là con cả của Vua Frederick II của Đan Mạch - Na Uy và Sofie của Mecklenburg-Schwerin. Ông là hậu duệ, thông qua bên mẹ của mình, từ vua John của Đan Mạch, và do đó là hậu duệ đầu tiên của Vua John lên ngôi vua kể từ khi thoái vị của vua Christian II.